# Confinamiento por la pandemia de COVID-19 en Ecuador
El confinamiento de Ecuador por la pandemia de coronavirus inició el 19 de marzo de 2020, con la suspensión de clases, eventos masivos y cuarentena a pasajeros internacionales para evitar la propagación de la COVID-19.

## Antecedentes
El jueves 27 de febrero surge la primera sospecha de ingreso del virus a nuestro medio por parte de un ciudadano proveniente de España (El país aun no cuenta con la posibilidad de realizar pruebas y envía muestras para su análisis). 
El 29 de febrero se confirma el primer paciente detectado mediante pruebas con COVID-19 en el país, inmediatamente se mencionó la localización de su círculo familiar, cercano y amistades que habían convivido con ella durante los días que presentó síntomas. Tras el aumento de casos dentro del país, además de la región latinoamericana y el mundo, el 12 de marzo de 2020, el gobierno nacional decidió aplicar una serie de medidas al anunciar Emergencia Sanitaria en el país y posteriormente oficializar una cuarentena obligatoria que se extendería por alrededor de 60 días.

## Medidas y restricciones
El 12 de marzo, a través de una cadena nacional, el presidente de la república, Lenín Moreno, anunció las medidas para prevenir los contagios de COVID-19 en el país. En general, durante marzo, se emitieron recomendaciones para cuidar a un paciente positivo en el hogar, siempre que no requiera atención hospitalaria.
Luego de la declaratoria de emergencia y de la cuarentena obligatoria en todo el país, se declaró un toque de queda parcial el 17 de marzo, desde las 21h00 horas hasta las 05h00, junto con restricción vehicular con la terminación del número de placas, el mismo dependía del día para la libre circulación de vehículos según el último dígito de la placa. De igual forma, se aplicó el cierre de fronteras internacionales por vía aérea, marítima y terrestre.

### Guayas
En la provincia de Guayas, se estableció toque de queda con horario reducido (desde las 16h00 de cada día hasta las 05h00 del día siguiente) desde el miércoles 18 de marzo. Este horario era diferenciado con el resto del país. Desde el domingo 22 de marzo, la provincia del Guayas fue declarada zona especial de seguridad y como tal, quedó a cargo de las Fuerzas Armadas, en virtud del Decreto Ejecutivo 1017. Esto se llevó a cabo con el fin de precautelar la seguridad de los ciudadanos y residentes de los cantones de dicha provincia, y con la finalidad de reducir el riesgo de contagio. Entre otras cosas, el decreto en su artículo 9 menciona la conformación de una Fuerza de Tarea Conjunta para llevar a cabo la planificación que incluya a la Policía Nacional y ejecutar las misiones que sean necesarias para mitigar el riesgo durante la cuarentena.

### Toque de queda
A partir del 21 de marzo el toque de queda cambia a las 19h00 excepto para guayas que lo mantiene desde las 16h00.
Desde el 25 de marzo, se decretó toque de queda desde las 14h00 de cada día hasta las 05h00 del día siguiente a nivel nacional. Al 2 de abril se confirmó que no existiría imposición de un toque de queda total que evitara la circulación las 24 horas del día, para permitir que se realice el abastecimiento de las personas que puedan movilizarse a los supermercados, mercados y comercios locales. Tras dicho comunicado, confirmó que se extendería la restricción de circulación nacional que rige desde las 14h00 hasta las 05h00 del día siguiente al menos hasta el 12 de abril.

### Feriado de Semana Santa
El feriado de Semana Santa de 2020 estaba previsto para los días viernes 10, sábado 11 y domingo 12 de abril de dicho año, fechas que coinciden con la cuarentena en Ecuador. Ante ello, el Ministerio de Turismo de Ecuador anunció que se mantendría el feriado además de las medidas de protección ante la pandemia de enfermedad por coronavirus. Con esto se detendría el teletrabajo del día viernes 10 en el sector público y privado, se suspenderían las clases de centros académicos y educativos, mientras también se activa la campaña "Descubre Ecuador desde casa".
La Procesión del Cristo del Consuelo que en Guayaquil convocó a 500 000 personas en 2019, y que es un concurrente evento masivo, se suspendió durante la cuarentena y feriado, así también como la Procesión de Jesús del Gran Poder en la ciudad de Quito.

### Semaforización por provincias
A partir del 12 de abril se implementó un sistema de semaforización por provincias que definiría las restricciones que rigen en dichos territorios, para progresivamente retomar actividades. Desde el 12 de abril hasta el 19 del mismo mes, la leyenda global en el país inició con color rojo, que significa que las restricciones se mantendrían a todo nivel. Esto incluye la jornada laboral presencial, la prohibición de circulación vehicular los días viernes, sábado y domingo, y que los negocios de comida y restaurantes puedan manejar sólo pedidos que se enviarán a domicilios desde las 05h00 hasta las 19h00. Paulatinamente se revisaron condiciones para la reanudación de actividades en el sector de manufactura de suministros de oficina, y paralelo a ello, durante la semana del 20 al 26 de abril se decidió mantener el color rojo para todas las provincias.

### Proyecto: Red de Protección Social
Como medida para salvaguardar la integridad de los grupos vulnerables del país, se creó la Red de Protección Social. Esta funcionaría en cinco ámbitos relacionados con la conectividad, emprendimientos, nutrición infantil, ayuda económica y acceso a la educación.

## Impacto y reacciones
El impacto más notorio de las medidas y de la cuarentena en Ecuador es la restricción del ingreso de nacionales al territorio. Debido al cierre de fronteras total del país sudamericano, los ecuatorianos que por motivos diversos no ingresaron al territorio en el tiempo aplicado por el gobierno nacional, pidieron vuelos humanitarios para regresar a su nación. Existen casos de personas de nacionalidad ecuatoriana pidiendo este tipo de ayuda en España, México y Brasil.
El viernes 13 de marzo, Cancillería exigió aislamiento preventivo obligatorio a toda persona que aterrice desde los países de alto contagio: China (provincias de Hubei y Guandong), España, Francia, Irán, Alemania, Corea del Sur o Italia. Desde la semana siguiente, esa medida se amplió a todo pasajero que arribaba de vuelos internacionales.
Hasta mayo de 2020, el Ecuador según el presidente de la república Lenín Moreno, afrontaba pérdidas superiores a los 12.000 millones de dólares. Ante esta realidad decidió aplicar medidas económicas, entre ellas, reducir el gasto público superior a los 4.000 millones de dólares; la eliminación de siete empresas públicas como parte de la política de austeridad del gobierno, entre ellas Ferrocarriles del Ecuador, Correos del Ecuador y la aerolínea TAME, que presentaban pérdidas por más de 400 millones de dólares, según Moreno.